# Championica ornata
Championica ornata är en insektsart som först beskrevs av Piza Jr. 1950.  Championica ornata ingår i släktet Championica och familjen vårtbitare. Inga underarter finns listade i Catalogue of Life.